# قصعين أجمي
قصعين أجمي (الاسم العلمي:Salvia caespitosa) هو نوع من النباتات يتبع جنس القصعين من الفصيلة الشفوية.